# Anilios centralis
Anilios centralis — вид змій родини сліпунів (Typhlopidae). Ендемік Австралії. Вид названий на честь британського палеонтолога Роберта Брума.

## Поширення і екологія
Anilios centralis мешкають в центральних районах Австралії, від гір Мак-Доннелл на Північній Території до півночі Південної Австралії. Вони живуть в сухих чагарникових заростях і рідколіссях, що ростуть на кам'янистих ґрунтах і суглинках.